# موشيه أربيل
موشيه أربيل (بالعبرية: מֹשֶׁה אַרְבֵּל؛ وُلد في 26 ديسمبر 1983) حاخام وسياسي إسرائيلي من الحريديم. يشغل حاليًا منصب وزير الداخلية، بعد تعيينه خلفًا دائمًا لأرييه درعي، الذي منعته المحكمة العليا الإسرائيلية من تولي المنصب. شغل أربيل سابقًا منصب وزير الصحة بين أبريل وأكتوبر 2023.

## السيرة
وُلِد أربيل في بتح تكفا لإيلانا وراحميم أربيل، وهو الرابع من بين سبعة أطفال. كان والده يعمل في منجم الماس لسنوات عديدة، ولكن بسبب الأزمة الكبرى التي شهدتها الصناعة في عام 1991، غيّر اتجاهه وتوجه إلى النشاط العام، وكان أيضًا ناشطًا في "مركز ياغديل توراه توراه"، وكان والده نائب رئيس المجلس الديني في بتاح تكفا وناشطًا في حركة شاس. تلقى تعليمه في مدرسة شعاريت يسرائيل للتلمود التوراة ومدرسة نحلات دافيد الدينية . وخلال خدمته في الجيش الإسرائيلي خدم في وحدة قيادة الجبهة الداخلية لتحديد الضحايا. ثم رُسِم حاخامًا، وواصل دراسة القانون في الكلية أونو الأكاديمية. وكان متدربًا قانونيًا في محكمة الرملة وقام بواجب الاحتياط كمدعٍ عسكري في مكتب المدعي العام العسكري في منطقة "يهودا والسامرة" لإسرائيل.
بين عامي 2006 و2013 كان مديرًا لمعهد كيتر شالوم. وخلال فترة الكنيست التاسعة عشرة (2013-2015)، عمل مستشارًا قانونيًا لحزب شاس وللعضو في الكنيست يوآف بن تسور. وقد تم وضعه في المركز الخامس والستين الفخري على قائمة شاس لانتخابات الكنيست لعام 2015. وفي عام 2018 تم تعيينه رئيسًا مؤقتًا لوزارة الخدمات الدينية بسبب مرض الوزير دافيد أزولاي.
في الفترة التي سبقت انتخابات الكنيست في أبريل 2019، احتل المركز السابع على قائمة حزب شاس، في 19 أبريل 2023، بعد عدة أشهر من استبعاد زعيم شاس أرييه درعي من تولي مناصب وزارية من قبل المحكمة العليا الإسرائيلية، عُين أربيل وزيرًا للداخلية ووزيرًا للصحة في حكومة إسرائيل السابعة والثلاثين في 12 أكتوبر 2023، كجزء من تعديل وزاري ناجم عن حرب غزة ، تم استبدال أربيل كوزير للصحة بأورييل بوسو، وبقي وزيرًا للداخلية فقط.
أربيل متزوج ولديه أربعة أطفال ويعيش في بيتح تكفا.